# Vua của Hungary

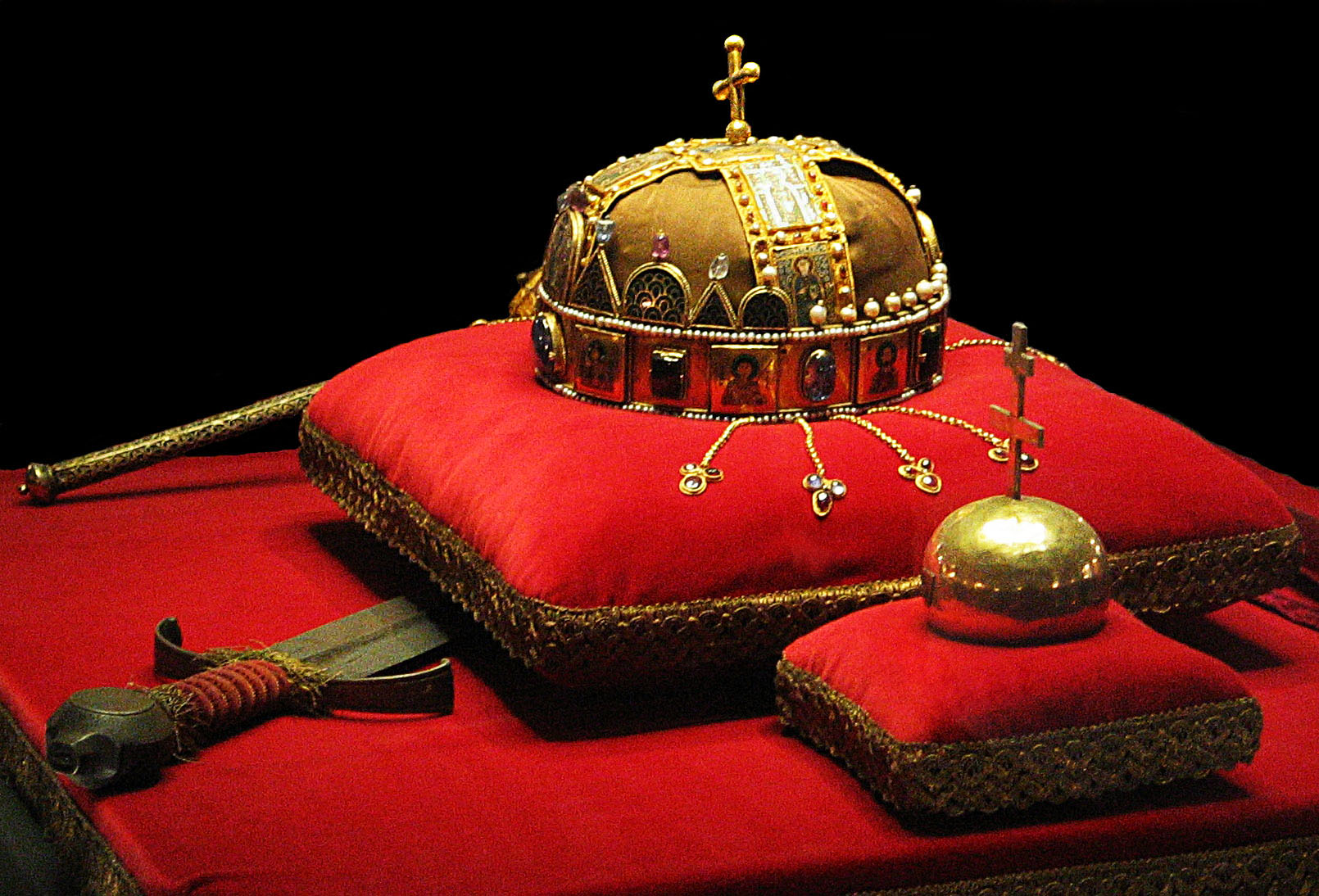
Vương miện Hungary

Vua của Hungary (tiếng Hungary: magyar király) là người đứng đầu của Vương quốc Hungary từ năm 1000 (hoặc 1001) đến năm 1918, có tước hiệu là "Vua Tông đồ Hungary" (Apostoli Magyar Király) được Giáo hoàng Clêmentê XIII phong vào năm 1758 và sau đó được sử dụng bởi tất cả các Quân vương của Hungary.

## Tước hiệu
Trước năm 1000 sau Công nguyên, Hungary không được công nhận là một vương quốc, vì vậy người cai trị Hungary được phong là Đại Hoàng tử của Hungary. Vua đầu tiên của Hungary, Stephen I lên ngôi vào ngày 25 tháng 12 năm 1000 (hoặc ngày 1 tháng 1 năm 1001), Giáo hoàng Sylvester II là người trao vương miện cho ông với sự tán thành của Otto III, Hoàng đế La Mã Thần thánh.
Sau lễ đăng quang của Vua Stephen I, tất cả các quốc vương của Hungary đều sử dụng tước hiệu là "Vua". Tuy nhiên, không phải tất cả những người cai trị của Hungary đều là vua — ví dụ, Stephen Bocskai và Francis II Rákóczi là những người cai trị với tước hiệu "Hoàng tử tối cao của Hungary" (High Princes of Hungary), ngoài ra có ba Thống đốc Hungary đôi khi được gọi là "người nhiếp chính", János Hunyadi, Lajos Kossuth  và Miklós Horthy.

### Yêu cầu pháp lý để việc đăng quang có tính hợp pháp
Từ thế kỷ 13, một quy trình đã được thiết lập để xác nhận tính chính danh của Nhà vua. Không ai có thể trở thành Vua hợp pháp của Hungary nếu không đáp ứng được các tiêu chí sau:
- Đăng quang bởi Tổng giám mục Esztergom;
- Đăng quang với Vương miện thần thánh của Hungary;
- Đăng quang tại Vương cung thánh đường Székesfehérvár.

Béla III là người đầu tiên đáp ứng được yêu cầu thứ nhất (đăng quang bởi Tổng giám mục Esztergom), ông đã được Tổng giám mục Kalocsa đăng quang dựa trên sự ủy quyền đặc biệt của Giáo hoàng Alexander III. Tuy nhiên, năm 1211, Giáo hoàng Innocent III tuyên bố rằng chỉ có Tổng giám mục của Esztergom mới có tư cách trở thành Vua của Hungary.
Vua Charles I của Hungary được Tổng giám mục của thành phố trao vương miện tạm thời tại Esztergom vào tháng 5 năm 1301, dẫn đến lần đăng quang thứ hai của ông vào tháng 6 năm 1309. Trong thời gian này, Vương miện Thần thánh không được sử dụng, vì vậy ông được tổng giám mục Esztergom đăng quang tại Buda. Lần đăng quang thứ ba của ông là vào năm 1310, tại thành phố Székesfehérvár với Vương miện thần thánh và do tổng giám mục Esztergom cử hành. Khi đó việc đăng quang của Nhà vua được coi là hoàn toàn hợp pháp.
Mặt khác, vào năm 1439, nữ hoàng Elizabeth của Luxemburg đã ra lệnh cho một trong những cận nữ của bà đánh cắp Vương miện Thần thánh từ cung điện của Visegrád, và sau đó xúc tiến lễ đăng quang cho đứa con trai mới sinh Ladislaus V, lễ đăng quang được thực hiện một cách hợp pháp ở Székesfehérvár bởi Tổng giám mục của Esztergom.
Matthias Corvinus cũng là một trường hợp tương tự. Ông đã thương lượng để lấy lại Vương miện Thần thánh vốn thuộc quyền sở hữu của Hoàng đế La Mã Thần thánh Frederick III và sau đó ông đã được đăng quang một cách hợp pháp.

### Kế thừa ngai vàng

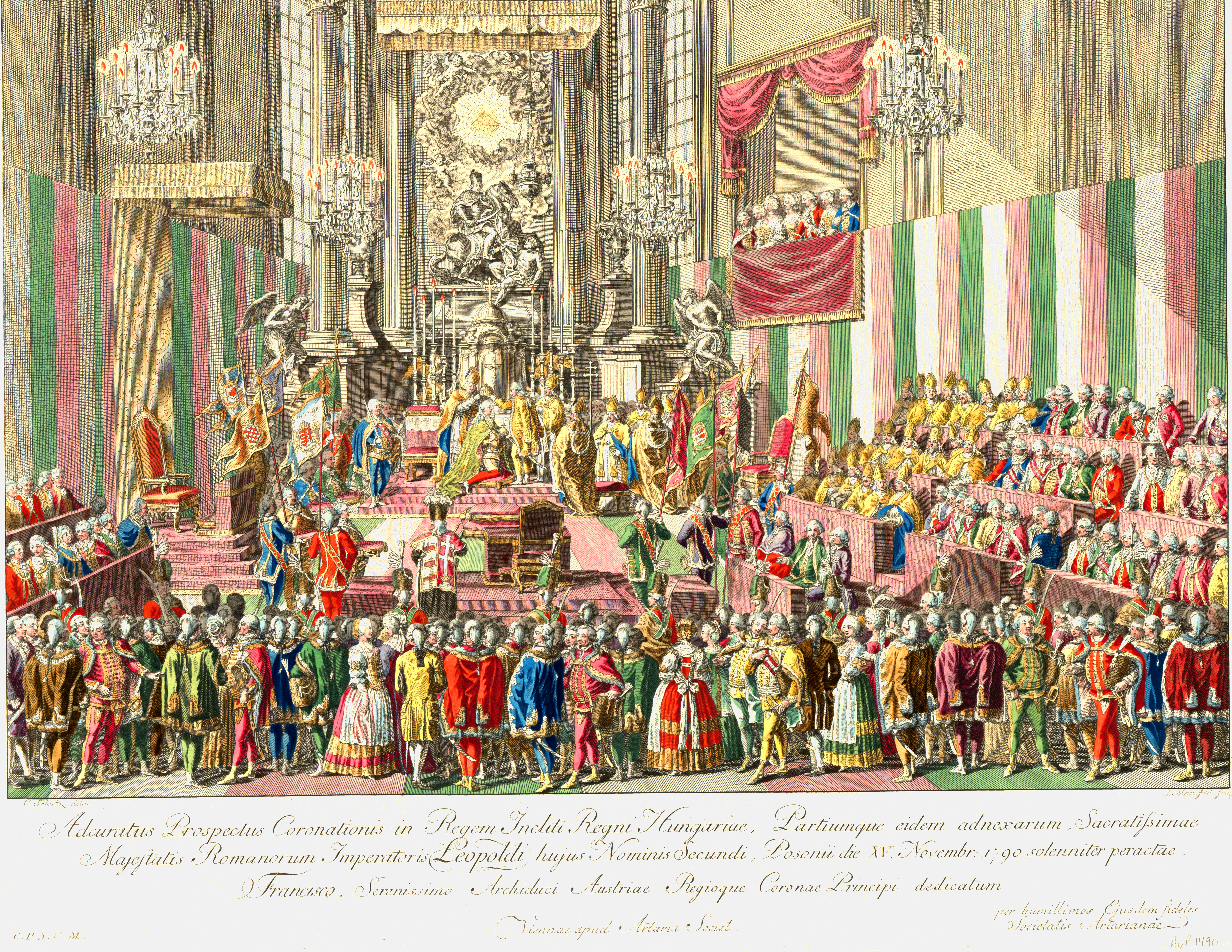
Lễ đăng quang của Leopold II tại Nhà thờ St. Martin vào năm 1790, ở Pozsony, nơi tổ chức các lễ đăng quang của Hungary từ năm 1563 đến năm 1830

Cũng giống như trong tất cả các chế độ quân chủ truyền thống, người thừa kế ngai vàng phải có cùng dòng máu trực hệ với vị vua Hungary đang trị vì hiện tại và thường là nam giới. Theo truyền thống của Hungary, người thừa kế thường được truyền cho em trai của vua trước khi chuyển sang cho con trai của họ, chính điều này đã nhiều lần trở thành nguồn cơn cho các tranh chấp trong gia đình hoàng gia. Người thành lập hoàng gia Hungary đầu tiên là Árpád. Hậu duệ của ông, những người đã trị vì hơn 400 năm, bao gồm Thánh István I, Thánh Ladislaus I, Andrew II và Béla IV. Năm 1301, thành viên cuối cùng của Nhà Árpád qua đời và Károly I lên ngôi. Với cái chết của Mária I, cháu gái của Károly I, vào năm 1395, quá trình truyền ngôi một lần nữa bị gián đoạn. Chồng của Mária I là Sigismund tiếp tục trị vì sau khi được giới quý tộc của Vương quốc lựa chọn.
Sau đó, Matthias Corvinus được giới quý tộc của Vương quốc bầu chọn, là quốc vương Hungary đầu tiên không xuất thân từ một gia đình hoàng gia được thừa kế tước vị. Điều tương tự cũng xảy ra nhiều thập kỷ sau đó với John Zápolya, người được bầu vào năm 1526 sau cái chết của Louis II trong trận Mohács.
Sau đó, Nhà Habsburg thừa kế ngai vàng và cai trị Hungary từ Áo trong gần 400 năm cho đến năm 1918.

## Các tước hiệu khác được sử dụng bởi Vua Hungary
Qua nhiều thế kỷ, các vị vua của Hungary đã yêu cầu hoặc sử dụng các tước hiệu hoàng gia khác của một số quốc gia láng giềng. Tính đến thời điểm khi các vị vua cuối cùng còn tại vị, tước vị chính xác của Vua Hungary là: "Bởi Ân điển của Chúa, Vua Tông đồ của Hungary, Dalmatia, Croatia, Slavonia, Rama, Serbia, Galicia, Lodomeria, Cumania và Bulgaria, Hoàng tử của Transylvania, Bá tước của Széllionss ".
Tước hiệu "Vua Tông đồ" đã được xác nhận bởi Giáo hoàng Clement XIII vào năm 1758 và được sử dụng sau đó bởi tất cả các vị vua của Hungary.
Tước hiệu "Vua của Slavonia" dùng để chỉ các vùng lãnh thổ giữa sông Drava và sông Sava. Tước hiệu đó lần đầu tiên được sử dụng bởi Ladislaus I. Cũng chính Ladislaus I là người đã nhận Tước hiệu "Vua của Croatia" vào năm 1091. Coloman đã thêm cụm từ "Vua của Dalmatia" vào tước hiệu hoàng gia vào năm 1105.
Tước hiệu "Vua của Rama", được Béla II sử dụng lần đầu tiên vào năm 1136. Emeric đã nhận tước hiệu "Vua của Serbia". Cụm từ "Vua của Galicia" được sử dụng để chỉ quyền tối cao đối với Halych, trong khi tước hiệu "Vua của Lodomeria" đề cập đến Volhynia; cả hai tước hiệu đã được Andrew II thông qua vào năm 1205. Năm 1233, Béla IV bắt đầu sử dụng tước hiệu "Vua của Cumania" để thể hiện quyền cai trị đối với các vùng lãnh thổ của người Cumans (tức là Wallachia và Moldavia) vào thời điểm đó. Cụm từ "Vua của Bulgaria" đã được Stephen V thêm vào tước hiệu hoàng gia.
Transylvania ban đầu là một phần của Vương quốc Hungary cai trị bởi một voivode, nhưng đến sau năm 1526 đã trở thành một công quốc bán độc lập, là chư hầu của Đế chế Ottoman và sau đó là cho các Quân chủ Habsburg. Năm 1696, sau khi truất ngôi Hoàng tử Michael II Apafi, Leopold I lấy tước hiệu "Thân vương xứ Transylvania". Năm 1765, Maria Theresa đã nâng Transylvania lên vị trí Đại Công quốc.
"Bá tước Széllionss" ban đầu là một chức sắc của Vương quốc Hungary, nhưng tước hiệu này sau đó được sử dụng bởi các Hoàng tử của Transylvania. Nó đã được hồi sinh dưới thời trị vì của Maria Theresia, người đã nhận lấy tước hiệu này theo yêu cầu của Szérantys.

## Thời gian trị vì
| \| # \| Tên \| Thời gian trị vì \| Thời gian trị vì \| Giai đoạn \| Giai đoạn \| \| # \| Tên \| từ \| tới \| days \| năm/ngày \| \| -- \| ---------------- \| -------------------- \| -------------------- \| --------- \| ---------------- \| \| 1 \| Francis Joseph I \| 2 tháng 12 năm 1848 \| 21 tháng 11 năm 1916 \| 24.825 \| 67 năm, 355 ngày \| \| 2 \| Sigismund \| 31 tháng 3 năm 1387 \| 9 tháng 12 năm 1437 \| 18.515 \| 50 năm, 253 ngày \| \| 3 \| Leopold I \| 2 tháng 4 năm 1657 \| 5 tháng 5 năm 1705 \| 17.564 \| 48 năm, 33 ngày \| \| 4 \| Francis \| 1 tháng 3 năm 1792 \| 2 tháng 3 năm 1835 \| 15.705 \| 43 năm, 1 ngày \| \| 5 \| Louis I \| 21 tháng 7 năm 1342 \| 10 tháng 9 năm 1382 \| 14.661 \| 40 năm, 51 ngày \| \| 6 \| Maria Theresa \| 20 tháng 10 năm 1740 \| 29 tháng 11 năm 1780 \| 14.650 \| 40 năm, 40 ngày \| \| 7 \| Stephen I \| 25 tháng 12 năm 1000 \| 15 tháng 8 năm 1038 \| 13.747 \| 37 năm, 233 ngày \| \| 8 \| Ferdinand I \| 17 tháng 12 năm 1526 \| 25 tháng 7 năm 1564 \| 13.735 \| 37 năm, 221 ngày \| \| 9 \| Béla IV \| 14 tháng 10 năm 1235 \| 3 tháng 5 năm 1270 \| 12.620 \| 34 năm, 201 ngày \| \| 10 \| Charles I Robert \| 17 tháng 11 năm 1308 \| 16 tháng 7 1342 \| 12.294 \| 33 năm, 241 ngày \| |                  |                      |                      |           |                  |
| # | Tên              | Thời gian trị vì     | Thời gian trị vì     | Giai đoạn | Giai đoạn        |
| # | Tên              | từ                   | tới                  | days      | năm/ngày         |
| 1 | Francis Joseph I | 2 tháng 12 năm 1848  | 21 tháng 11 năm 1916 | 24.825    | 67 năm, 355 ngày |
| 2 | Sigismund        | 31 tháng 3 năm 1387  | 9 tháng 12 năm 1437  | 18.515    | 50 năm, 253 ngày |
| 3 | Leopold I        | 2 tháng 4 năm 1657   | 5 tháng 5 năm 1705   | 17.564    | 48 năm, 33 ngày  |
| 4 | Francis          | 1 tháng 3 năm 1792   | 2 tháng 3 năm 1835   | 15.705    | 43 năm, 1 ngày   |
| 5 | Louis I          | 21 tháng 7 năm 1342  | 10 tháng 9 năm 1382  | 14.661    | 40 năm, 51 ngày  |
| 6 | Maria Theresa    | 20 tháng 10 năm 1740 | 29 tháng 11 năm 1780 | 14.650    | 40 năm, 40 ngày  |
| 7 | Stephen I        | 25 tháng 12 năm 1000 | 15 tháng 8 năm 1038  | 13.747    | 37 năm, 233 ngày |
| 8 | Ferdinand I      | 17 tháng 12 năm 1526 | 25 tháng 7 năm 1564  | 13.735    | 37 năm, 221 ngày |
| 9 | Béla IV          | 14 tháng 10 năm 1235 | 3 tháng 5 năm 1270   | 12.620    | 34 năm, 201 ngày |
| 10 | Charles I Robert | 17 tháng 11 năm 1308 | 16 tháng 7 1342      | 12.294    | 33 năm, 241 ngày |

## Liên kết ngoại
- Các tước hiệu của các vị vua của Hungary. Thư mục